# 利斯特維亞內
49°31′20″N 23°50′26″E / 49.52222°N 23.84056°E
利斯特維亞内（羅馬化：Lystvianyi）是烏克蘭的村庄，位於該國西部利沃夫州，由斯特雷區尼古拉耶夫市镇（米科拉伊夫市镇）負責管轄，處於科祖申河畔，始建於1586年，面積0.05平方公里，海拔高度257米，2001年該城鎮人口88。
2024年9月19日，乌克兰最高拉达将此村的乌克兰语名字从改为。